# Катастрофа Boeing 757 в Жироне
Катастрофа Boeing 757 в Жироне — авиационная катастрофа, произошедшая 14 сентября 1999 года. Авиалайнер Boeing 757-204 авиакомпании Britannia Airways выполнял плановый рейс BY226A по маршруту Кардифф—Жирона, но после жёсткой посадки в аэропорту Жироны выкатился за пределы взлётной полосы и разрушился на три части. Изначально из находившихся на борту самолёта 245 человек (236 пассажиров и 9 членов экипажа) никто не погиб, но 1 из 44 раненых умер в больнице через 5 дней после катастрофы.

## Самолёт
Boeing 757-204 (регистрационный номер G-BYAG, заводской 26965, серийный 517) был выпущен в 1993 году (первый полёт совершил 11 января). 22 января того же года был передан авиакомпании Britannia Airways. Оснащён двумя турбовентиляторными двигателями Rolls-Royce RB211-535E4. На день катастрофы совершил 9816 циклов «взлёт-посадка» и налетал 26 429 часов.

## Экипаж
- Командир воздушного судна (КВС) — 57-летний Брендан Нолан (англ. Brendan Nolan). Очень опытный пилот, управлял самолётами Piper PA-23, -34 и -44, Boeing 737-200 и Boeing 767. Налетал свыше 16 700 часов, 3562 из них на Boeing 757.
- Второй пилот — 33 года, опытный пилот, налетал 1494 часа, 1145 из них на Boeing 757.

В салоне самолёта работали 7 стюардесс.

## Расследование
Расследование причин катастрофы рейса BY226A проводила Комиссия по расследованию авиационных происшествий (CIAIAC).